# Euphorbia hirsuta
Euphorbia hirsuta é uma espécie de planta com flor pertencente à família Euphorbiaceae. 
A autoridade científica da espécie é L., tendo sido publicada em Amoenitates Academici 4: 483. 1759.
Os seus nomes comuns são ésula-lanosa ou titímalo-lanoso.

## Portugal
Trata-se de uma espécie presente no território português, nomeadamente em Portugal Continental.
Em termos de naturalidade é nativa da região atrás indicada.

## Protecção
Não se encontra protegida por legislação portuguesa ou da Comunidade Europeia.